# Tephrosia hassleri
Tephrosia hassleri är en ärtväxtart som beskrevs av Robert Hippolyte Chodat. Tephrosia hassleri ingår i släktet Tephrosia och familjen ärtväxter. Inga underarter finns listade i Catalogue of Life.